# Le Serpent (Les Simpson)
 (avril 2024).
Si vous disposez d'ouvrages ou d'articles de référence ou si vous connaissez des sites web de qualité traitant du thème abordé ici, merci de compléter l'article en donnant les références utiles à sa vérifiabilité et en les liant à la section « Notes et références ».
Pour les articles homonymes, voir Le Serpent, Snake et Crotale.
Le Serpent (Snake, dans la version originale et québécoise, parfois traduit par le Crotale) de son vrai nom Chester Turley (ou  Albert Louis Isidore Aloïsius Leserpent, selon l'épisode 17 de la saison 25) est un personnage de la série Les Simpson.

## Description
Il représente le bandit américain "moyen", entre les jeunes délinquant (représenté par Nelson, Kerney et Jimbo) consistant à des vandales, ou agressivité sans aucune armes, et la mafia dont la méchanceté est sans limites (représenté par Gros Tony et ses acolytes) en sachant bien qu'il n'y a jamais eu de rapports entre ces différents genres de malfaiteurs. Cela dit on a déjà vu le Serpent avec Tahiti Bob en prison, se faisant libérer aussi rapidement que ce dernier.  
C'est un criminel récidiviste qui est très souvent arrêté par la police. Néanmoins, il n'a pas l'air de rester longtemps en prison, commettant de nombreux délits et crimes tout au long de la série. Son délit le plus fréquent est de braquer le magasin d'Apu, et parfois va jusqu'à lui tirer dessus. En général, les méfaits du Crotale ne consistent qu'à des vols et cambriolages la plupart du temps avec un couteau et moins souvent une arme (par exemple dans Le Papa flingueur, il braquait le motel avec un simple cran d'arrêt, mais dans Aphrodite Burns il se préparait à braquer le Bowlorama avec un pistolet). 
Il porte sur le bras droit un tatouage en forme de serpent et une boucle d'oreille à son oreille droite. Il a l'habitude de coincer son paquet de cigarettes en dessous de la manche droite du t-shirt.

## Histoire
Dans l'épisode 13 de la saison 17 L'Histoire apparemment sans fin, dont il est difficile, de par sa construction scénaristique, de savoir s'il est canonique ou non, on apprend qu'il aurait été un honnête étudiant en archéologie qui, après avoir découvert des pièces anciennes en or, s'est fait voler par le tavernier Moe Szyslak, et aurait décidé de prendre « sa revanche sur la société ». Il a un fils d'environ l'âge de Bart, nommé Jérémy.
Il a une fiancée appelée Clara (Aphrodite Burns) et possède aussi une voiture de sport, la Bonnie and Clyde que Homer va acheter à une vente aux enchères. Il va donc tenter de la récupérer.
On apprend dans l'épisode The Fool Monty qu'il s'appelle en réalité Chester Turley.
Dans "Bière qui coule amasse mousse", son môme apparaît dans cet épisode.

## Citation
- Quelqu'un a modifié ma bio sur Wikipédia. Trouve qui c'est et tue-le (dans La Marge et le Prisonnier).